# Jeremiah W. Dwight
Pour les articles homonymes, voir Dwight.
Jeremiah Wilbur Dwight (17 avril 1819, Cincinnatus - 26 novembre 1885, Dryden), est un homme politique américain.

## Biographie
Descendant de Joseph Dwight (en) et de Myles Standish, il est directeur et vice-président du Southern Central Railroad.
Il devient membre de l'Assemblée de l'État de New York en 1860, puis du senatorial district war committee en 1861.
Il est délégué aux Republican National Conventions (en) en 1868, 1872, 1876, 1880 et 1884.
En 1877, il est élu à la Chambre des représentants des États-Unis.
Il est le père de John Wilbur Dwight.

## Sources
- (en) Cet article est partiellement ou en totalité issu de l’article de Wikipédia en anglais intitulé « Jeremiah W. Dwight » (voir la liste des auteurs).